# 第一代阿盖尔公爵阿奇博尔德·坎贝尔
阿奇博尔德·坎贝尔（Archibald Campbell，1658年7月25日—1703年9月25日），第一代阿盖尔公爵（1st Duke of Argyll）和第十代阿盖尔伯爵（10th Earl of Argyll），苏格兰贵族，第九代阿蓋爾伯爵的長子。1701年受封為阿蓋爾公爵，他的兒子是著名軍官約翰·坎貝爾。

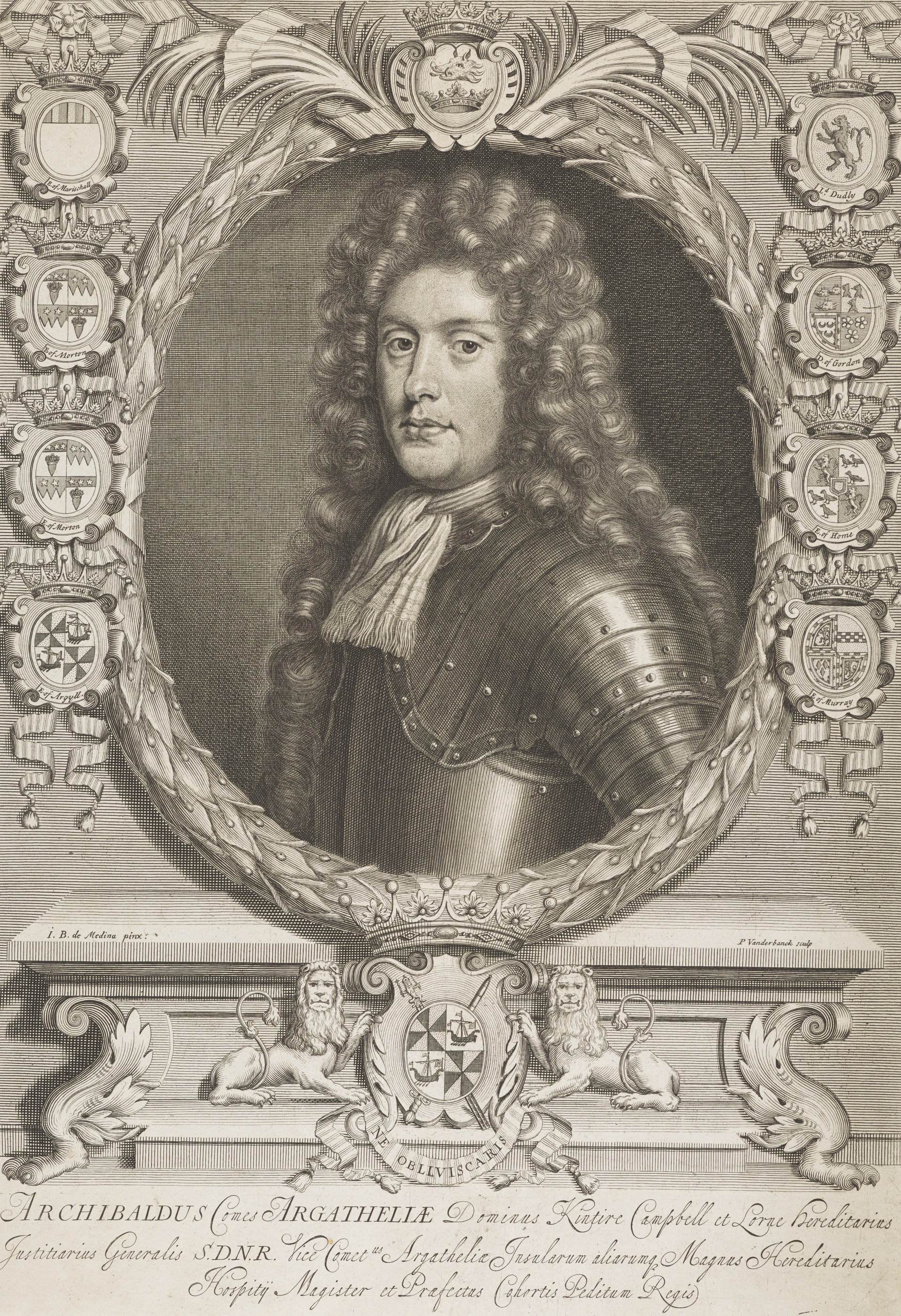
阿蓋爾公爵